# Palazzo Frizzoni
Palazzo Frizzoni è un edificio neoclassico che ospita la sede del Municipio di Bergamo.

Venne costruito da Antonio Frizzoni su progetto di Rodolfo Vantini tra il 1836 e il 1841 come residenza della famiglia Frizzoni.

Nel 1927 Enrico Frizzoni destinò per testamento l'edificio a sede del Comune.

## Storia - le origini
Palazzo Frizzoni si trova nella parte bassa della città di Bergamo, in quello che è stato dal XII secolo un centro ricco di storia, per interessi commerciali con la Fiera di Sant'Alessandro e religiosi grazie ai suoi tanti monasteri.
La storia del palazzo si lega a quella del territorio che occupa e che subì nel tempo molti cambiamenti.
La città di Bergamo ha documentata l'importante Fiera di Sant'Alessandro nella zona che veniva chiamata Prato di sant'Alessandro o prato rasulo (rasato-incolto), localizzato da via Bortufo alla chiesa dei Santi Bartolomeo e Stefano fin dal 899. Su questo prato nel 1171 risultano presenti due nuclei religiosi degli Umiliati maschile e femminile di sant'Agata che avevano magiorni in comune per la lavorazione della lana. 
Il 1353 vide la separazione dei due conventi come da decreto di Papa Innocenzo VI, e nel 1371 Francesco de Gischis - frate di Novara - fece costruire un ospedale dedicato a sant'Antonio che doveva curare dal fuoco di sant'Antonio, costruendo anche un altro piccolo monastero chiamato sant'Antonio al prato gestito da suore provenienti da Vienne in Francia
Nel 1458 vennero unificati gli undici ospedali della città in quello detto Ospedale Grande di San Marco riunendo solo nel 1497 quello di san'Antonio che per mantenere la raccolta di elemosine lasciò una presenza di persone e animali nel monastero. Le monache di Santa Lucia e Santa Lucia Vecchia acquisirono il complesso monastico nel 1586 e ospitarono le persone che dovevano recarsi alla fiera raccogliendo le loro abbondanti offerte.
Nel XVII secolo i due monasteri, quello delle Umiliate di sant'Agata e di Santa Lucia Vecchia, ormai carenti di vocazioni, vennero acquisiti dal convento di Santa Lucia, che si trovava fuori dalle muraine, fondato nel 1337 da Cipriano degli Alessandri, che motivi di sicurezza preferiva spostarsi all'interno della mura cittadine nel 1556, acquisendo nel 1586 tutte le proprietà dei due conventi e anche parte dell'ospedale; risulta molto efficiente durante la visita di san Carlo Borromeo che lo citerà come ecclesia et monasterio monialium Sancta Lucia et sancta Agata ordinis sancto Augustini. Sarà la visita pastorale del vescovo Federico Corner a obbligare il convento ad acquisire le reliquie che mancavano, fu così che ottennero le reliquie di santa Lucia provenienti dagli scavi del cimitero paleocristiano di san Callisto in Roma. Le spoglie furono porte nella chiesa nel 1632 rimanendovi fino al 1798 quando il convento vfu soppresso e adibito a caserma per ordine della Repubblica Cisalpina instaurata l'anno precedente.

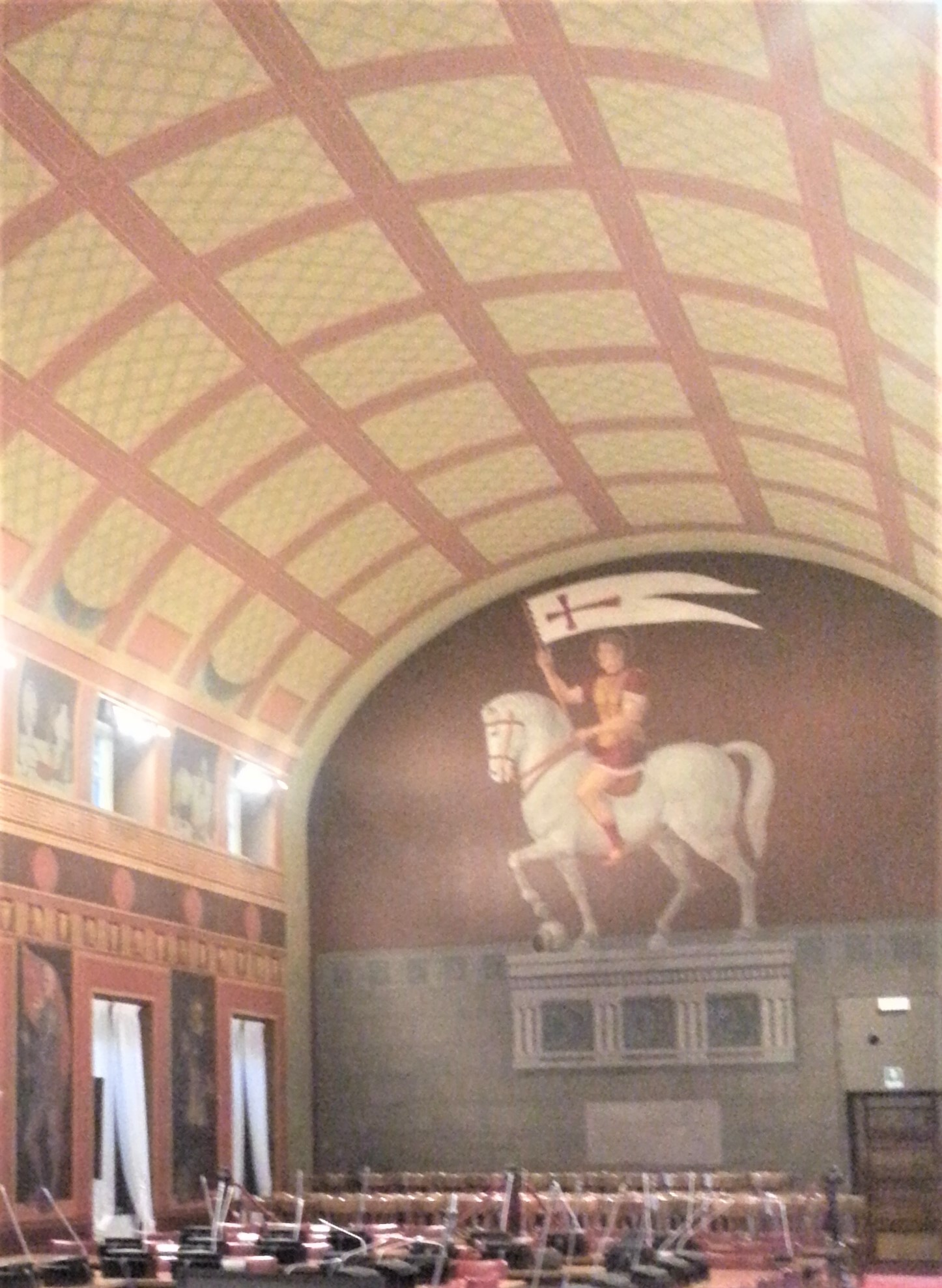
Palazzo Frizzoni-Sala Consiliare

Le reliquie dal 15 dicembre 1807 sono conservate nella chiesa della Madonna dello Spasimo per questo detta di Santa Lucia, e il 30 novembre Francesco Maria Blonder acquistò l'intero complesso con le proprietà vicine e tutti i palazzi appartenenti alla Curia vescovile, con la sola esclusione di quelli presenti nella parte alta della città, in un unico atto notarile. Ma lo svizzero Blonder già il 21 marzo 1799 vendette le proprietà a Giovanni Beltrami, commerciante in seta e fratello di don Antonio che celebrava le funzioni negli anni precedenti nella chiesa del monastero. Con l'arrivo degli austriaci-russi i francesi dovettero lasciare la città e i nuovi amministratori comunali non vollero dare il permesso per un grosso intervento di restauro dei locali sia del convento, che dell'ospedale e delle chiese.
I francesi andandosene avevano lasciato la città in grave difficoltà, le famiglie erano in povertà e le suore che erano state scacciate dai monasteri volevano rientrare nei propri locali per aver la possibilità di sopravvivere, così avvenne anche per il monastero di santa Lucia e santa Marta che gli era confinante, questo contro la volontà degli eredi di Beltrami che ormai era deceduto.

## Storia della famiglia Frizzoni

### Antonio Frizzoni (1754-1835)
La fiera di sant'Allessandro aveva una valenza economica non indifferente, tanto da attirare commercianti anche dall'estero. Bergamo inoltre nella sua posizione strategica tra Milano e Venezia era un luogo di intensi commerci, principalmente di tessuti.
Nell'anno 1770, il giovane Antonio Frizzoni, proveniente dal Cantone dei Grigioni e appartenente alla chiesa evangelica svizzera, arrivò in Bergamo per lavorare accompagnato dal fratello Tomaso (1760-1835) sordomuto e benché avesse un'istruzione minima conosceva bene tre lingue, questo gli permise di trovare lavoro presso una caffetteria e poi come contabile. Aprì nel 1790 la sua prima attività in Bergamo, commerciando in stoffe di seta e lana ma in particolare in penne di struzzo che andavano molto di moda sugli abiti e cappelli delle signore. 
Affittò nel 1793 uno stabile nella contrada di san Bernardino, e nel 1800 si mise in società con il più importante commerciante svizzero presente in città: Ambrogio Zavaritt, sposando nel 1802 Catterina Irmel anche lei svizzera dalla quale ebbe tre figli: Antonio, Giovanni Leonardo e Federico.  Nel medesimo anno lasciò l'immobile in affitto per acquistarne uno da un certo Scandolera -anche lui svizzero - in centralissima contrada sant'Orsola. La sua vicinanza alla politica della città lo fece integrare bene nelle comunità tanto da venire eletto consigliere comunale nel primo consiglio cittadino il 13 ottobre 1802, carica che richiedeva l'essere di buona posizione economica ed appartenere alle classi alte della città.
Frizzoni, come di tanti altri commercianti in stoffe, si arricchì attraverso il contrabbando con L'Inghilterra che Napoleone nel 1806 aveva bloccato ed escluso, ma che era una delle piazza più ricche d'Europa. Nel 1809 morì la giovane moglie; nel 1812 venne eletto membro della camera di commercio nel 1816 venne rieletto consigliere comunale. Ma nel 1814 i francesi lasciarono abbandonarono la città in mano agli austriaci, il medesimo anno il 22 settembre, Antonio Frizzoni firmò un atto di acquisto con Egidio Beltrani figlio di quel Giovanni che aveva acquistato i monasteri di santa Marta e santa Lucia nel 1799 per l'acquisto di terreni in Valle Imagna dando a garanzia i due monasteri abbandonati in Bergamo diventando questo il primo contatto importante dei Frizzoni con il palazzo. Tre anni dopo, il 26 febbraio 1817 risulta l'acquisto degli immobili, in fabbricati e terreni da parte di Antonio Frizzoni, ma dovette subito fare i conti con il governo di Francesco II d'Asburgo-Lorena che voleva urbanizzare questa parte della città, acquistando nel 1823 i terreni vicini a casa Frizzoni e urbanizzando il prato di sant'Alessandro costruendo quello che poi divenne il Sentierone, una delle vie più importanti della città. Antonio Frizzoni morì il 20 gennaio 1835 nella sua casa nella contrada del Prato, non essendoci ancora una chiesa evangelica in Bergamo, vennero celebrate le esequie con rito cattolico nella chiesa di sant'Alessandro.

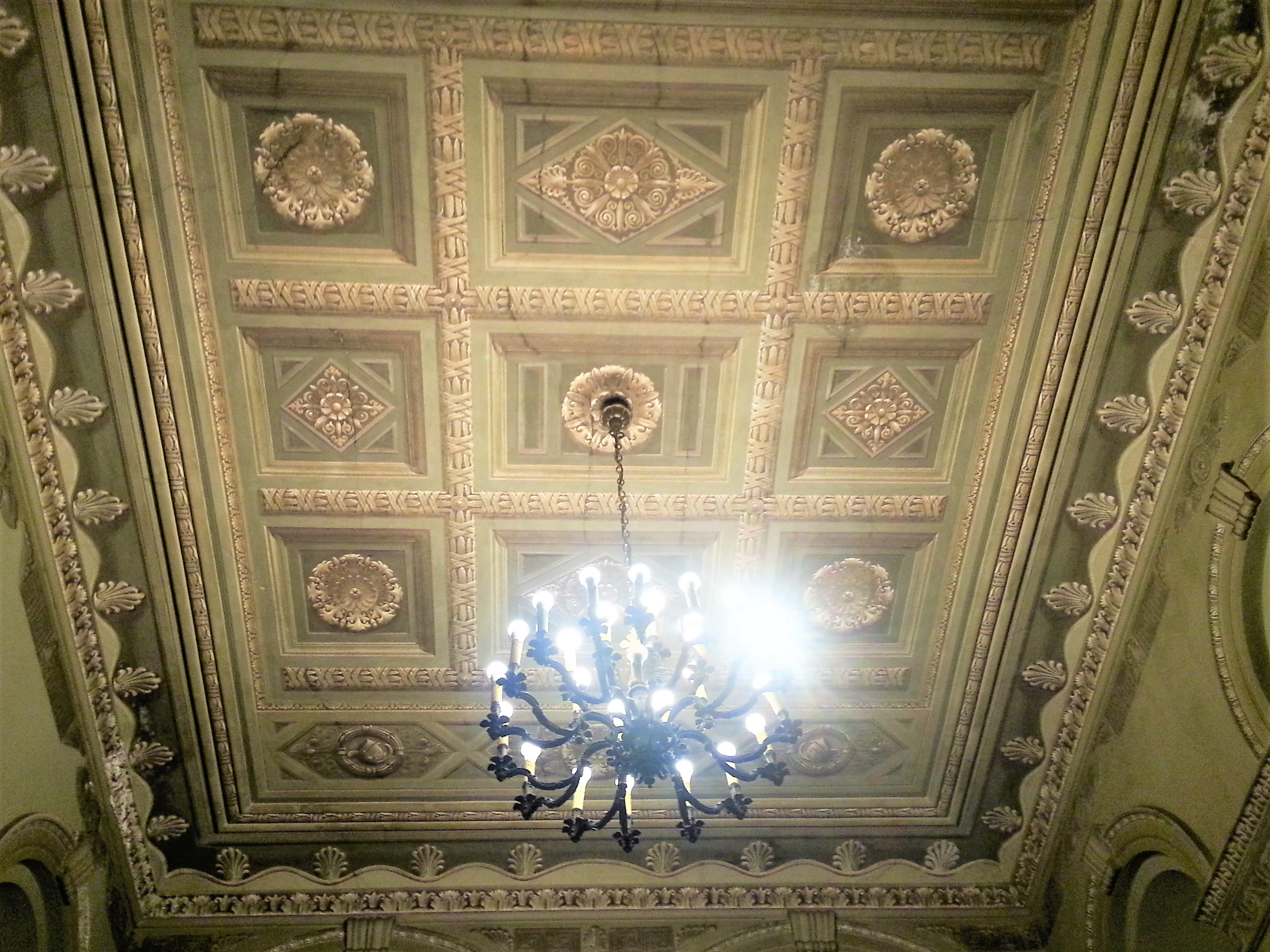
Palazzo Frizzoni-soffitto scalone interno

### Antonio Frizzoni (1804-1876)
Il primogenito, Antonio junior, ottemperando ai desideri testamentari del padre, chiese la licenza di costruzione per un nuovo palazzo mentre Bergamo aveva incaricato Giuseppe Cusi della realizzazione dello studio per un nuovo piano urbanistico con l'edificazione di una nuova porta e l'abbattimento di vecchie case in legno. La richiesta del Frizzoni venne vista in modo favorevole dalle autorità cittadine, ma il Frizzoni non trovava soddisfacenti i progetti e i bozzetti che gli venivano proposti, tanto che l'amico Venceslao Albani contattò l'architetto Rodolfo Vantini per la realizzazione di un nuovo progetto.
Il progetto di riedificazione e ristrutturazione di questi immobili, presentato da Rodolfo Vantini, venne accolto favorevolmente dal Frizzoni. I lavori iniziarono nel 1836 con la distruzione delle due chiese di Santa Lucia e Sant'Agata delle quali rimangono un dipinto ad acquarello e una stampa conservati nella Biblioteca Angelo Mai. Il palazzo verrà terminato nel 1841 e un documento descrive l'immobile e il giardino stimandone il valore in 329 924 lire austriache e indicandone come unico proprietario Antonio Frizzoni junior che aveva avuto solo l'anno precedente il grave lutto della morte del quarto figlio e della giovane moglie, Ursula Ganzoni, di parto. Il Vantini seguì non solo la costruzione ma anche gli arredi interni del palazzo, arredi che richiesero un intervento di dieci anni con pitture e stucchi di Simone Quirino Salvatoni con ile del figlio Giovanni Battista. 
Durante i moti antiaustriaci il palazzo venne occupato dai feriti e dai combattenti, e quando gli austriaci minacciarono di bombardare la città dopo essersi ritirati alla Rocca, fu Giovanni Leonardo Frizzoni, che parlava il tedesco, a trattare un accordo ma venne preso in ostaggio, rimanendo prigioniero fino al 23 marzo quando le truppe occupanti lasciarono la città. Giovanni Leonardo morì l'anno successivo. 
Con il formarsi del Regno d'Italia, Antonio Frizzoni junior venne eletto nel primo consiglio comunale e rimase fino alla sua morte occorsa l'anno seguente, ma un membro della famiglia Frizzoni fece sempre parte del consiglio comunale di Bergamo.
Aveva sposato in seconde nozze Amalia Heinselmann nipote di Enrichetta Blondel nipote di Manzoni che gli darà cinque figli: Rosa-Orsolina, Giulietta, Guglielmo, Enrico ed Emilia-Matilde. Antonio morì il 3 marzo 1876 lasciando in eredità alla comunità della chiesa evangelica parte del suo giardino, dove venne costruito il primo Tempio evangelico. Il resto delle proprietà passò ai figli.

### Enrico Frizzoni
La famiglia, negli anni successivi la morte di Antonio, ebbe alcune disgrazie che obbligarono a passaggi di proprietà e successione tra i nipoti. Il figlio Enrico, unico erede maschio rimasto, nel 1927 rilevò dagli eredi del fratello la loro parte del palazzo divenendo l'unico proprietario, e il 3 marzo del medesimo anno redasse il suo testamento che dava la possibilità all'amministrazione comunale di comperare il palazzo ad un prezzo favorevole perché divenisse la residenza del podestà. Enrico morì quindi giorni dopo aver espresso le sue volontà.

## La sede del comune
L'amministrazione, che occupava locali non sufficienti in via Torquato Tasso, trovò la proposta favorevole. Venne stimato il valore dell'immobile con il giardino in tre milioni di lire, e dopo alcuni contatti con gli eredi e incontri il 13 marzo 1928 in loro presenza e del notaio Francesco Finardi, il podestà Guido Mazza De' Piccioli firmò l'atto di acquisto, diventando così il comune il solo proprietario di palazzo Frizzoni. 

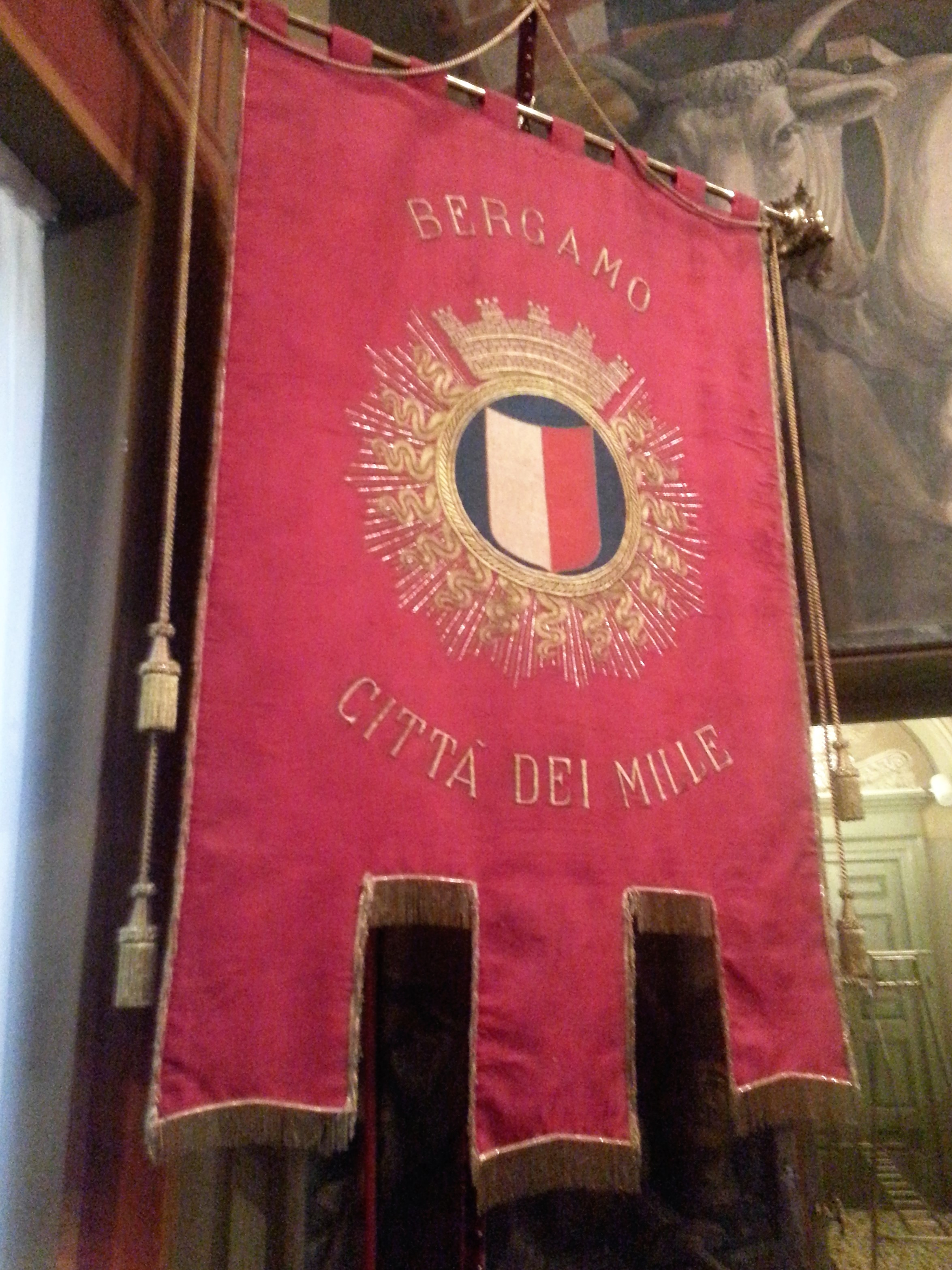
Gonfalone presente nella sala consiliare di palazzo Frizzoni

Si succedettero anni di problemi burocratici e economici, le tasse di successione, le modifiche da fare al palazzo, serviva anche liberare la parte dell'immobile ancora abitato da Giulia Frizzoni che aveva mantenuto l'usufrutto in vita. Sembrava non si riuscisse a trovare una soluzione adeguata per gli uffici e per le diverse sale pubbliche, situazione che portò alla dimissione del podestà e a un'amministrazione commissariata. Fu il podestà Ernesto Suardo, eletto nel giugno del 1932, a risolvere la questione, invitando la Frizzoni a rinunciare al suo diritto di abitazione con l'impegno che l'immobile mantenesse sempre il nome della famiglia Frizzoni che lo aveva costruito, e una cifra di buonuscita. Nel 1933 il Suardo si dimise e gli subentrò Grisogono Traineri che, vista l'enorme spesa già sostenuta per ristrutturazioni e arredi, sospese i lavori; ma era programmata l'inaugurazione il 28 ottobre, ricorrenza della Marcia su Roma, quindi si decise di accedere a un ulteriore mutuo bancario e nei tempi previsti l'amministrazione comunale si trasferì da Via Torquato Tasso alla nuova sede .
I lavori di adeguamento proseguirono negli anni successivi all'insediamento, e nel 1942 fu affidato l'incarico a Giancarlo Eynard della realizzazione della Sala della Consulta ancora vuota. Vennero esaminati i primi progetti e ad Achinne Funi, pittore e insegnante dell'Accademia Carrara, fu commissionata la realizzazione delle pitture nella nuova sala consiliare del palazzo in cambio di un contributo economico a sostegno dell'accademia. Le pitture furono eseguite nel 1950 dall'artista con la collaborazione dei suoi allievi, e il 26 luglio la sala venne inaugurata.
L'immobile venne ampliato con i progetti dell'architetto Nestorio Sacchi a partire dal 1960; successivi interventi furono effettuati nel biennio 2002-2003.

## Architettura

### Esterno
L'edificio neoclassico si presenta di forma quadrata con un cortile interno e con la facciata principale su via Matteotti all'inizio di via XX settembre. La facciata in granito bugnato con una serie di 10 finestre ad arco al piano terra, mentre il secondo e terzo piano hanno lesene corinzie intervallate da finestre rettangolari, alcune delle quali con timpano triangolare, e porte finestre con tre balconi.

Al centro un grande portone ad arco a tutto sesto conduce ad un porticato con colonne ioniche e soffitto a cassettoni, oltre il quale vi è una loggia a due piani architravata in stile bramantesco che conduce all'antico giardino, oggi adibito a parco pubblico.

### Interno
Nell'Aula Consiliare è dipinta la "Battaglia di Legnano" e vi sono ritratti personaggi illustri della storia di Bergamo, entrambe opere eseguite dagli allievi della Scuola di Pittura dell'Accademia Carrara tra il 1948 e il 1949.

Nell'aula, sulla parete di fondo, vi è anche l'affresco equestre di Sant’Alessandro, patrono della città, opera dello stesso maestro Funi.
La sala di ricevimento, detta anche "sala degli specchi", ha un pavimento a mosaico veneziano e due specchiere con ornamenti in oro.
Da qui si accede alla sala della Giunta, un tempo ufficio di Antonio Frizzoni.
Il Palazzo conserva un ottimo ritratto di Angelo Mai di Francesco Podesti.